# Implied-Powers-Doktrin
Bei der Implied-Powers-Doktrin handelt es sich um eine aus dem US-amerikanischen Recht stammende Auslegungsregel des Völkerrechts. Danach sind Kompetenzvorschriften in völkerrechtlichen Verträgen so auszulegen, dass sie auch die ungeschriebenen Kompetenzen beinhalten, ohne die die Wahrnehmung der ausdrücklich geschriebenen Kompetenzvorschriften nicht möglich wäre und ohne die sie nicht sinnvoll zur Anwendung kämen.
Diese Methode wird als eine besondere Art der teleologischen Auslegung (Auslegung nach dem Sinn und Zweck der Norm) verstanden. Sie ist – in ähnlicher Form – auch dem deutschen Recht bekannt. So sind etwa ungeschriebene Gesetzgebungskompetenzen des Bundes als Kompetenz „kraft Natur der Sache“, Kompetenz „kraft Sachzusammenhangs“ und Annexkompetenz zusätzlich zu den Katalogen der Artt. 73, 74 Grundgesetz von Rechtsprechung und der Lehre anerkannt.

## EuGH
Die Implied-Powers-Doktrin wird unter anderem vom Europäischen Gerichtshof (EuGH) angewendet. Dieser begründet die Anwendung damit, dass der EU in den Bereichen, in denen sie die ausschließliche Gesetzgebungsbefugnis innehat, auch die Befugnis zusteht, Verträge mit Drittstaaten abschließen zu können (Schluss von der Innen- auf die Außenkompetenz).
Der EuGH erwähnt die Implied-Powers-Doktrin ausdrücklich in der Rechtssache 8/55, „Fédéchar“, amtliche Entscheidungssammlung des EuGH 1955/56, S. 295 (312).